# 藤原三成
藤原 三成（ふじわら の ただなり /みなり/ みつなり）は、平安時代初期の貴族。藤原南家巨勢麻呂流、阿波守・藤原真作の子。官位は従四位下・春宮亮。

## 経歴
弘仁11年（820年）従五位下に叙爵し、まもなく主殿頭に任ぜられる。淳和朝では春宮亮として皇太子・正良親王（のち仁明天皇）に仕える一方、天長2年（825年）従五位上次いで正五位下、天長7年（830年）従四位下に叙せられるなど順調に昇進した。しかし、正良親王の即位を見ることなく、同年4月30日卒去。享年45。最終官位は春宮亮従四位下。

## 人物
生まれつき、慎み深くよく注意の行き届く性格で、誤解を受ける言動をすることはなかった。当時の琴の名手であり、三成の没後に誰もその後を継ぐことができないほどと評されたという。また、漢詩人として『経国集』に漢詩作品が採録されている。

## 官歴
『日本後紀』による。
- 時期不詳：正六位上
- 弘仁11年（820年） 正月7日：従五位下。日付不詳：主殿頭
- 時期不詳：春宮亮（春宮・正良親王）
- 天長2年（825年） 正月4日：従五位上。10月15日：正五位下。日付不詳：兼越中守
- 天長7年（830年） 正月7日：従四位下。4月30日：卒去（春宮亮従四位下）

## 系譜
『尊卑分脈』による。
- 父：藤原真作
- 母：御井氏娘
- 妻：藤原真夏の娘
  - 長男：藤原岳守（808-851）
  - 男子：藤原岳雄
- 妻：飯高多人の娘
  - 男子：藤原宜行
- 妻：淡海清方の娘
  - 男子：藤原是行